# Tetrapleura tetraptera

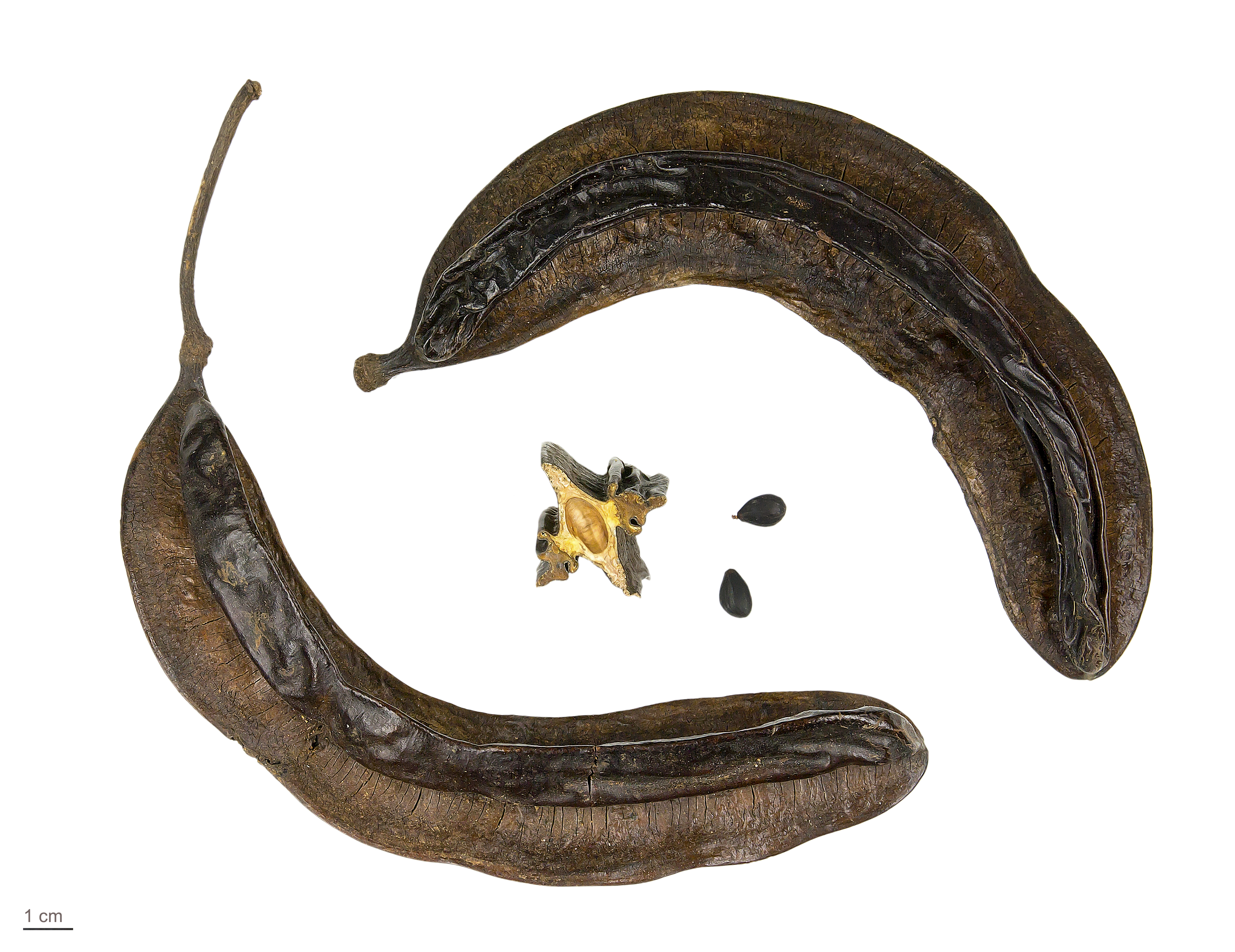
Frucht und Samen

Tetrapleura tetraptera ist ein Baum in der Familie der Mimosengewächse aus Zentral- und Westafrika bis in den Sudan, Kenia, Tansania.

## Beschreibung
Tetrapleura tetraptera wächst als laubabwerfender Baum bis etwa 25 Meter hoch. Der Stammdurchmesser erreicht bis etwa 90 Zentimeter.
Die gegenständigen und gestielten Laubblätter sind doppelt gefiedert. Die kurz gestielten, ganzrandigen und kahlen, unterseits helleren, eiförmigen bis elliptischen oder länglichen Blättchen sind abgerundet bis eingebuchtet.
Es werden traubige und walzliche, dichte, vielblütige, end- oder achselständige Blütenstände gebildet. Die kleinen, kurz gestielten, gelblichen bis rosa-orangen, fünfzähligen Blüten sind zwittrig mit doppelter Blütenhülle. Es sind 10 etwas vorstehende Staubblätter ausgebildet. Der längliche Fruchtknoten ist oberständig mit schlankem Griffel.
Es werden vierflügelige, kahle, holzig-ledrige und glänzende, bis 25 Zentimeter lange, bis 5–6 Zentimeter breite, nicht öffnende, mehrsamige Hülsenfrüchte gebildet. Die schwärzlichen, harten, bis 8–9 Millimeter langen Samen sind abgeflacht und eiförmig. Die Früchte stehen noch lange an der Pflanze.

## Verwendung
Die süßlichen Früchte werden als Würzmittel verwendet.
Die Rinde, Blätter, Samen und Früchte werden medizinisch genutzt. Früchte und Blüten werden auch in Parfüms und Pomaden verwendet.
Das recht harte und mittelschwere Holz ist moderat beständig.